# Antonine Maillet
Antonine Maillet, född 10 maj 1929 i Bouctouche, New Brunswick, död 17 februari 2025 i Montréal, Québec, var en kanadensisk författare och dramatiker som tilldelades Goncourtpriset 1979 för romanen Pélagie la Charette.

## Biografi
Maillet, som var akadier, föddes i Bouctouche i New Brunswick i sydöstra Kanada. Hon läste litteraturvetenskap vid Collège Notre-Dame d'Acadie och universitetet i Moncton och doktorerade 1971 på Université Laval i Québec med en avhandling om akadiernas tradioner och den franska författaren François Rabelais med titeln Rabelais et les traditions populaires en Acadie.
Mellan 1954 och 1975 undervisade hon i litteraturvetenskap vid olika universitet i Kanada och USA och senare arbetade hon som radiovärd och manusförfattare vid Radio Canada. År 1976 tilldelades Maillet Order of Canada och sedan juli 1992 var hon medlem av Kanadas kronråd.

## Verk
Antonine Maillet har skrivit ett femtontal romaner och flera barnböcker samt ett tjugotal teaterpjäser och många prisbelönade manuskript för radio och TV. I Kanada är hon mest känt för berättelsen On a mangé la dune från 1962, pjäsen La Sagouine från 1971 och den prisbelönade romanen Don l'Orignal från 1972.
Hon skrev på akadiska, en dialekt av franska, men flera av hennes verk har översatts till engelska.